# Egitto ai Giochi della XIV Olimpiade
L'Egitto partecipò ai Giochi della XIV Olimpiade, svoltisi a Londra, dal 20 luglio al 14 agosto 1948,  
con una delegazione di 85 atleti impegnati in 12 discipline,
aggiudicandosi 2 medaglie d'oro, 2 medaglie d'argento e 1 medaglia di bronzo.

## Medagliere

### Per discipline
| Sport              | Oro | Argento | Bronzo | Totale |
| ------------------ | --- | ------- | ------ | ------ |
| Sollevamento pesi  | 2   | 1       | 0      | 3      |
| Lotta greco-romana | 0   | 1       | 1      | 2      |
| Totale             | 2   | 2       | 1      | 5      |

### Medaglie
| Medaglia | Atleta         | Sport              | Evento             |
| -------- | -------------- | ------------------ | ------------------ |
| Oro      | Mahmoud Fayad  | Sollevamento pesi  | Pesi piuma         |
| Oro      | Ibrahim Shams  | Sollevamento pesi  | Pesi leggeri       |
| Argento  | Mahmoud Hassan | Lotta greco-romana | Pesi gallo         |
| Argento  | Attia Hamouda  | Sollevamento pesi  | Pesi leggeri       |
| Bronzo   | Ibrahim Orabi  | Lotta greco-romana | Pesi medio-massimi |

## Risultati

### Calcio
| Atleta | Classifica |                   |
| --- | --- | ----------------- |
| V · D · M Nazionale egiziana · Calcio ai Giochi Olimpici Estivi 1948 P Hamed · P Imam · D Hamdi · D Hammami · D Sedki · C Abou Habaga · C Bastan · C El-Maati · C Koraitem · A Ad-Diba · A El-Dhizui · A El-Gindy · A El-Mekkawi · A El-Sabbagh · A El-Zamek · A Hafez · A Madkour · A Mekhimar · A Osman · A Sakr · A Shehta · A Soliman · CT : Keen | 9° |                   |
| Nazionale egiziana · Calcio ai Giochi Olimpici Estivi 1948 | |                   |
| P Hamed · P Imam · D Hamdi · D Hammami · D Sedki · C Abou Habaga · C Bastan · C El-Maati · C Koraitem · A Ad-Diba · A El-Dhizui · A El-Gindy · A El-Mekkawi · A El-Sabbagh · A El-Zamek · A Hafez · A Madkour · A Mekhimar · A Osman · A Sakr · A Shehta · A Soliman · CT: Keen                                                                       | P Hamed · P Imam · D Hamdi · D Hammami · D Sedki · C Abou Habaga · C Bastan · C El-Maati · C Koraitem · A Ad-Diba · A El-Dhizui · A El-Gindy · A El-Mekkawi · A El-Sabbagh · A El-Zamek · A Hafez · A Madkour · A Mekhimar · A Osman · A Sakr · A Shehta · A Soliman · CT: Keen | Egitto (bandiera) |

### Pallacanestro
| Atleta | Classifica |
| --- | ---------- |
| V · D · M Nazionale egiziana - Pallacanestro ai Giochi della XIV Olimpiade Abbas · Abou Ouf · el-Kheir · Catafago · Sabri · Tadros · Habib · Hafez · Makzoumi · Moawad · Montassir · Nessim · Soliman · Youssef · All. Neal Harris | 19°        |
| Nazionale egiziana - Pallacanestro ai Giochi della XIV Olimpiade |            |
| Abbas · Abou Ouf · el-Kheir · Catafago · Sabri · Tadros · Habib · Hafez · Makzoumi · Moawad · Montassir · Nessim · Soliman · Youssef · All. Neal Harris                                                                            |            |

### Pallanuoto
| Atleta | Classifica |                   |
| --- | --- | ----------------- |
| V · D · M Nazionale maschile egiziana di pallanuoto · Giochi olimpici - Londra 1948 Nessim • El-Gamal • Khadry • Haraga • El-Said • Khalifa • Gharbo • Hemmat • El-Sha'rawi • M. Ali El-Din • A.E.Z.A. Hatab • M.G. Khalifa · CT : - | 7° |                   |
| Nazionale maschile egiziana di pallanuoto · Giochi olimpici - Londra 1948 | |                   |
| Nessim • El-Gamal • Khadry • Haraga • El-Said • Khalifa • Gharbo • Hemmat • El-Sha'rawi • M. Ali El-Din • A.E.Z.A. Hatab • M.G. Khalifa · CT: -                                                                                      | Nessim • El-Gamal • Khadry • Haraga • El-Said • Khalifa • Gharbo • Hemmat • El-Sha'rawi • M. Ali El-Din • A.E.Z.A. Hatab • M.G. Khalifa · CT: - | Egitto (bandiera) |